# Julian Nagelsmann
Julian Nagelsmann (ur. 23 lipca 1987 w Landsberg am Lech) – niemiecki trener piłkarski, od 2023 selekcjoner reprezentacji Niemiec.

## Kariera piłkarska
W swojej karierze występował jako junior w zespołach FC Issing, FC Augsburg oraz TSV 1860 Monachium. Następnie jako senior grał w rezerwach Augsburga i TSV, a w 2008 zakończył karierę.

## Kariera trenerska
Karierę szkoleniową rozpoczął jako trener juniorów FC Augsburg. Następnie był asystentem trenera zespołów U-17 TSV 1860 Monachium oraz TSG 1899 Hoffenheim. Potem samodzielnie już prowadził drużynę Hoffenheim U-17, a w 2013 był asystentem szkoleniowca pierwszej drużyny Hoffenheim. W latach 2013–2016 trenował zespół Hoffenheim U-19.
W lutym 2016 objął stanowisko trenera pierwszej drużyny Hoffenheim. W Bundeslidze zadebiutował 13 lutego 2016 w zremisowanym 1:1 meczu z Werderem Brema. W sezonie 2015/2016 wraz z zespołem zajął 15. miejsce w Bundeslidze, a w sezonie 2016/2017 – 4., premiowane grą w eliminacjach Ligi Mistrzów.
21 czerwca 2018 Hoffenheim ogłosiło, że Nagelsmann opuści klub po zakończeniu sezonu 2018/19. Tego samego dnia RB Leipzig poinformował, że Nagelsmann zostanie nowym szkoleniowcem zespołu od lata 2019. Od sezonu 2021/2022 był trenerem Bayernu Monachium. 24 marca 2023 roku, po porażce 1:2 z Bayerem Leverkusen, został zwolniony.
22 września 2023 Nagelsmann został wybrany na stanowisko selekcjonera reprezentacji Niemiec, podpisując kontrakt do końca Mistrzostwa Europy 2024, organizowanych na krajowym podwórku. Tym samym stał się drugim najmłodszym trenerem narodowym w wieku 36 lat, ustępując jedynie Otto Nerzowi, który miał 34 lata, gdy został zatrudniony w 1926 roku.

## Statystyki kariery trenerskiej
Aktualne na 21 listopada 2023
| Zespół              | Od               | Do              | Statystyka | Statystyka | Statystyka | Statystyka | Statystyka |
| Zespół              | Od               | Do              | M          | W          | R          | P          | % W        |
| ------------------- | ---------------- | --------------- | ---------- | ---------- | ---------- | ---------- | ---------- |
| TSG 1899 Hoffenheim | 11 lutego 2016   | 30 czerwca 2019 | 136        | 55         | 43         | 38         | 40,44      |
| RB Leipzig          | 1 lipca 2019     | 30 czerwca 2021 | 95         | 54         | 22         | 19         | 56,84      |
| Bayern Monachium    | 1 lipca 2021     | 24 marca 2023   | 84         | 60         | 14         | 10         | 71,43      |
| Niemcy              | 22 września 2023 | Obecnie         | 4          | 1          | 1          | 2          | 25,00      |
| Łącznie             | Łącznie          | Łącznie         | 319        | 170        | 80         | 69         | 53,29      |

## Sukcesy

### Jako trener
TSG 1899 Hoffenheim U-19
- Bundesliga U-19: 2013/2014
- Bundesliga U-19 Południe/Południowy zachód: 2013/2014, 2014/2015

Bayern Monachium
- Mistrzostwo Niemiec: 2021/2022
- Superpuchar Niemiec: 2021, 2022

### Indywidualne
- Niemiecki trener roku: 2017

### Rekordy
- Najmłodszy trener w historii Bundesligi, który wygrał 100 meczów w tych rozgrywkach: 34 lata i 141 dni[9]
- Najmłodszy trener w historii Ligi Mistrzów UEFA, który zajął pierwsze miejsce w fazie grupowej: RB Leipzig w sezonie 2019/20 zajęło pierwsze miejsce w grupie z 11 punktami. Miał wtedy 32 lata.